# El Mostrito de la Risa
Luis Alberto Muñoz Rochambrum (Lima, 2 de octubre de 1980), conocido por su nombre artístico el Mostrito de la Risa o simplemente el Mostrito, es un comediante peruano, miembro del colectivo  Cómicos ambulantes. Alcanzó reconocimiento al haber trabajado en diferentes proyectos de la mano del también comediante Chino Risas.

## Biografía
Nació el 2 de octubre de 1980, bajo el nombre de Luis Alberto Muñoz Rochambrum. Proveniente de una familia de clase baja, creció sin la presencia de sus padres, quedando a cargo del cuidado por su propia abuela. A los trece años, abandonó el hogar para vivir en las calles de su ciudad, en el cual tuvo que convivir con las malas juntas. Entró al servicio militar a los diecisiete años, consiguiendo el grado de cabo allá por 1998.
Pero fue en los años 2000, cuando Muñoz conocería al comediante Alcy Nivin «Chino Risas», mientras estaba en el Parque Universitario como espectador, quien lo descubrió por su talento cómico. Gracias por aceptar su propuesta, comenzaría a trabajar como cómico ambulante en la Alameda Chabuca Granda bajo el nombre artístico de «el Mostrito de la Risa», aquello que años más tarde lo llevaría a la fama. Su estilo de humor es basado a las burlas de Chino Risas junto a sus compañeros cómicos ambulantes por la forma de su cara y falta de algunos de sus dientes, además de realizar parodias musicales con ambos, como el del trío  Pandora. 
Fruto de su popularidad de su faceta cómica, participó como colaborador del espacio nocturno Al sexto día a partir de 2015, donde participó en el reportaje De vuelta al colegio al lado del dúo cómico «La Bibi y el Jhonny», y se incursionó en el internet, siendo parte del elenco Chino Risas y los Especiales por la plataforma YouTube, sumándose otros humoristas Juan Salvatierra «el cholo Juan», Ricardo Ibarra «Gordita Sexy», Marco Stefano «Lucky», Miguel Palco «Miguelito Drums», Víctor Astete «el cholo Víctor», José Luis Mendoza «Mayimbú» y Neyser Usado «Marcianito». Ya para el año 2016, concursa en el Primer Campeonato de los cómicos ambulantes, bajo la dirección de Christian Ysla, sin éxito y participó en el Circo de los Hermanos Stefano en el año 2022, en uno de sus trucos con cuchillos que casi atentaría contra su vida. Tiempo después, encausaría su fama por la televisión peruana participando como invitado en el espacio cómico JB en ATV y se incluyó en un show de stand up comedy en Ica.
Volvería a trabajar con Chino Risas en 2023 para la elaboración del programa del mismo formato Jirón del humor por el canal Latina, conformando el elenco al lado de otros artistas Dorita Orbegoso, José Luis Cachay, Michael «Pato» Ovalle, Luis Campos «Jhonny Carpincho», Yersson Espinoza «Chanchito Jr.» y el elenco Los Especiales, hasta la cancelación en octubre de ese año por baja audiencia. En su estadía en el programa, participó en la secuencia Jirón Coffiure, en el cual Muñoz fue parte de las bromas de sus compañeros de elenco por su físico y éste se molestó optando con el deseo de renunciar al programa porque lo estaban fastidiando, y El guapo del barrio con el personaje de «Guacala», el acompañante del Guapo.

## Créditos

### Televisión
- Al sexto día (2015-2017), colaborador.[8]
- JB en ATV (2022), invitado especial y parte del elenco Los Especiales.[20]
- Jirón del humor (2023), comediante.[18][19]

### YouTube
- El Chino Risas (2015-presente), parte del elenco Los Especiales.